# Füzeséry Árpád
Tövisi és füzeséri Füzeséry Árpád (Pest, 1868. február 3. – Pomáz, 1948. január 17.) magyar sportvezető, ügyvéd. Fivére, tövisi és füzeséri Füzesséry Zoltán, főispán, kormánybiztos, a Magyar Labdarúgó-szövetség elnöke.

## Élete
A római katolikus nemesi származású tövisi és füzeséri Füzesséry család sarja. Édesapja tövisi és füzeséri Füzesséry Géza (1830-1909), jogtudor, köz- és váltó ügyvéd, váltó jegyző, 1848-as honvédfőhadnagy, országgyűlési képviselő, édesanyja Kún Mária (†1917).
A MUE, MASZ, MUSZ, MLSZ a MOVE és katonai sportegyletek, a katonai lovas sportszövetség egyik alapítója és hosszú időn át vezetője. A MOTESZ tanácstagja, az Országos Testnevelési Tanács (OTT) tagja 8 éven keresztül.
Dr. Füzeséry Árpád, aki a Magyar Úszó Egyesület titkáraként külföldi utazásai során felfedezte a vízilabdázást. 1899 első hónapjaiban Harry Perryt - angol/magyar sportvezető -, arra kérte, hogy Angliából hozassa el neki a sportág szabálykönyvét és egy vízipólólabdát. A szabályok lefordítása után ő honosította meg Magyarországon a vízilabdát. A Rudas-uszodában került sor az első gyakorlásra. 1899. július 30-án játszotta a MUE két csapata Siófokon a kikötőben az első mérkőzést.
1901. január 19-én alakult meg a Magyar Labdarúgó-szövetség (MLSZ), amelynek alapításánál a Magyar Úszó Egyesület (MUE) képviseletében tevékenyen vett részt. A titkos szavazás eredményeként az első tisztikarban alelnöki pozíciót kapott.
Gillemot Ferenc az MLSZ első alelnöke 1901. február 17-én az induló első bajnokság előtt egy nappal, február 16-án mutatta be a játékszabályokat. A szabályokat a Magyar Atlétikai Szövetség (MASz) futballsportosztálya dolgozta ki az angol futball szövetség által kiadott Referees Chart alapján. Az MLSZ tanácsa a kidolgozott szabályokat elfogadva, stiláris változtatásokra visszaadta a kijelölt bizottságnak – tagjai Gillemot Ferenc, Horváth Ferenc, Füzeséry Árpád, Bartos Károly – voltak.
A Magyar Labdarúgó-szövetség (MLSZ) keretében 1903 év elején kezdte meg működését a Bíró Bizottság. A bizottság egyéb szakmai feladatai mellett vizsgáztatta a bírójelölteket. Az első elnök dr. Füzeséry Árpád lett, mellette Herczog Ede, Horváth Ferenc és Stobbe Ferenc töltötték be a bizottság tagsági helyeit. Érdekes, hogy Füzeséry maga sohasem működött játékvezetőként, a krónika mégis úgy örökítette meg, mint a játékvezetés nagy tudású és nagy tekintélyű vezetőjét, aki rendkívül sokat tett a magyar játékvezetésért. Az első pillanattól kezdve megindul egy önállóságra való törekvés. Ennek célja az volt, hogy a játékvezetés kikerüljön a szövetség fennhatósága alól.
A sportírás úttörői között is szerepelt a régi Sportvilág, a Magyar Általános Sportlap, a Vadász és Versenylap révén. A londoni Sportsman budapesti tudósítója.
Számos kitüntetés közül kiemelkedik a polgári Signum Laudis.

## Külső hivatkozások
- Füzeséry Árpád. World Referee. (Hozzáférés: 2013. június 5.) Magyar életrajzi lexikon 1000-1990

| Elődje: MLSZ intézőbizottsága | Játékvezetők elnöke 1903– | Utódja: Harsády József |